# Lista siturilor arheologice din județul Tulcea - F
Lista siturilor arheologice din județul Tulcea - F conține toate siturile arheologice din județul Tulcea înscrise în Repertoriul Arheologic Național (RAN) și aflate în localități al căror nume începe cu litera F. RAN este administrat de Ministerul Culturii și Patrimoniului Național și cuprinde date științifice, cartografice, topografice, imagini și planuri, precum și orice alte informații privitoare la zonele cu potențial arheologic, studiate sau nu, încă existente sau dispărute.
Puteți căuta un sit din localitățile care încep cu litera F folosind formularul de mai jos sau puteți naviga prin toate siturile din județ la Lista siturilor arheologice din județul Tulcea.
| Cod RAN                                | Denumire | Localitate                       | Adresă             | Datare                    | Descoperit | Coordonate | Imagine           | Erori            |
| -------------------------------------- | --- | -------------------------------- | ------------------ | ------------------------- | ---------- | ---------- | ----------------- | ---------------- |
| 161428.01.01 (Cod LMI: TL-I-s-B-05787) | Așezarea din epoca romană de la Făgărașu Nou-intravilan / ansamblu anonim (Categorie: locuire civilă) (Tip: Așezare)               | sat Făgărașu Nou, comuna Topolog | Intravilan         |                           |            |            | Încărcați imagine | Raportați eroare |
| 160555.01.01 (Cod LMI: TL-I-s-B-05788) | Așezarea Latene de la Florești-Vatra satului / ansamblu anonim (Categorie: locuire civilă) (Tip: Așezare)                          | sat Florești, comuna Horia       | Vatra satului      | geto-dacică               |            |            | Încărcați imagine | Raportați eroare |
| 160396.02.01 (Cod LMI: TL-I-s-B-05790) | Necropola din epoca romană de la Frecăței / ansamblu anonim (Categorie: descoperire funerară) (Tip: Necropolă)                     | sat Frecăței, comuna Frecăței    |                    | sec. II - III             |            |            | Încărcați imagine | Raportați eroare |
| 160396.03.01 (Cod LMI: TL-I-s-B-05791) | Așezarea din epoca romană de la Frecăței - "La Livadă" / ansamblu anonim (Categorie: locuire civilă) (Tip: Așezare)                | sat Frecăței, comuna Frecăței    | La Livadă          | sec. III - IV             |            |            | Încărcați imagine | Raportați eroare |
| 160396.04.01 (Cod LMI: TL-I-s-B-05792) | Așezarea Latene de la Frecăței / ansamblu anonim (Categorie: locuire civilă) (Tip: Așezare)                                        | sat Frecăței, comuna Frecăței    |                    | geto-dacică sec. II - III |            |            | Încărcați imagine | Raportați eroare |
| 160396.06.01 (Cod LMI: TL-I-s-B-05793) | Grup de doi tumuli de la Frecăței - "Dealul Frecățeilor" / ansamblu anonim (Categorie: descoperire funerară) (Tip: Grup de tumuli) | sat Frecăței, comuna Frecăței    | Dealul Frecățeilor |                           |            |            | Încărcați imagine | Raportați eroare |
| 160396.05.01                           | Necropola de epoca bronzului de la Frecăței / ansamblu anonim (Categorie: descoperire funerară) (Tip: Necropolă de inhumație)      | sat Frecăței, comuna Frecăței    |                    | Yamnaia                   |            |            | Încărcați imagine | Raportați eroare |
| 160396.01.01                           | Castrul de epoca bizantină de la Beroe / ansamblu anonim(Beroe) (Categorie: construcție defensivă) (Tip: Castru)                   | sat Frecăței, comuna Frecăței    |                    |                           |            |            | Încărcați imagine | Raportați eroare |
| 161428.02.01                           | Mormântul elenistic de la Făgărașu Nou / ansamblu anonim (Categorie: descoperire funerară) (Tip: Mormânt de inhumație)             | sat Făgărașu Nou, comuna Topolog |                    | elenistică                |            |            | Încărcați imagine | Raportați eroare |
| 160396.07.01 (Cod LMI: TL-I-s-B-05789) | Așezarea romană de la Frecăței-Vatra satului / ansamblu anonim (Categorie: locuire civilă) (Tip: așezare)                          | sat Frecăței, comuna Frecăței    | Vatra satului      | sec. I - II               |            |            | Încărcați imagine | Raportați eroare |